# Andy Linden
Andy Linden fou un pilot estatunidenc de curses automobilístiques nascut el 5 d'abril del 1922 a Brownsville (Pennsilvània).
Linden va córrer a la Champ Car a les temporades 1951-1957 incloent-hi la cursa de les 500 milles d'Indianapolis de tots aquests anys.
Andy Linden va morir el 10 de febrer del 1987.

## Resultats a la Indy 500
| Any    | Cotxe  | Sortida | Vel. mitja | Ranking | Final  | Voltes | V. líder | Retirat      |
| ------ | ------ | ------- | ---------- | ------- | ------ | ------ | -------- | ------------ |
| 1951   | 57     | 31      | 132.226    | 26      | 4      | 200    | 0        | Va acabar    |
| 1952   | 9      | 2       | 137.002    | 4       | 33     | 20     | 0        | Pèrdua d'oli |
| 1953   | 32     | 5       | 136.060    | 19      | 33     | 3      | 0        | Accident     |
| 1954   | 74     | 23      | 137.820    | 28      | 25     | 165    | 0        | Eix          |
| 1955   | 19     | 8       | 139.098    | 22      | 6      | 200    | 0        | Va acabar    |
| 1956   | 5      | 9       | 143.056    | 11      | 27     | 90     | 0        | Pèrdua d'oli |
| 1957   | 73     | 12      | 143.244    | 5       | 5      | 200    | 0        | Va acabar    |
| Totals | Totals | Totals  | Totals     | Totals  | Totals | 878    | 0        |              |

| Curses       | 7 |
| Poles        | 0 |
| Voltes líder | 0 |
| Victòries    | 0 |
| Top 5        | 2 |
| Top 10       | 3 |
| Retirades    | 4 |

## A la F1
El Gran Premi d'Indianapolis 500 va formar part del calendari del campionat del món de la Fórmula 1 entre les temporades 1950 a la 1960.
Els pilots que competien a la Indy durant aquests anys també eren comptabilitats pel campionat de la F1.
Andy Linden va participar en 7 curses de F1, debutant al Gran Premi d'Indianapolis 500 del 1951.

### Palmarès a la F1
- Participacions: 7
- Poles: 0
- Voltes Ràpides: 0
- Victòries: 0
- Pòdiums: 0
- Punts vàlids per la F1: 5